# Arakel de Siounik
Arakel de Siounik est un homme d'église et intellectuel arménien(1350-1425) moine, archevêque, métropolite de Syunik, chroniqueur, poète, philosophe, grammairien, théoricien de la musique.

## Biographie
Étudiant à l'Université Tat, où il a étudié sous Hovhan Vorotnetsi et son oncle Grégoire de Tatev. En 1407, il est nommé métropolite de Syunik. Il a grandement contribué à la prospérité du centre d'enluminures de Tat. En 1407, Arakel Siounik fait connaître l'Évangile écrit par son frère Barsegh.

## Œuvres
Le travail d'Arakel de Siounik est complexe et contradictoire. Il considérait nécessaire de garder pures les contributions nationales du peuple arménien et de sa religion, mais dans ses œuvres, il reflétait un scepticisme envers cette même religion chrétienne.

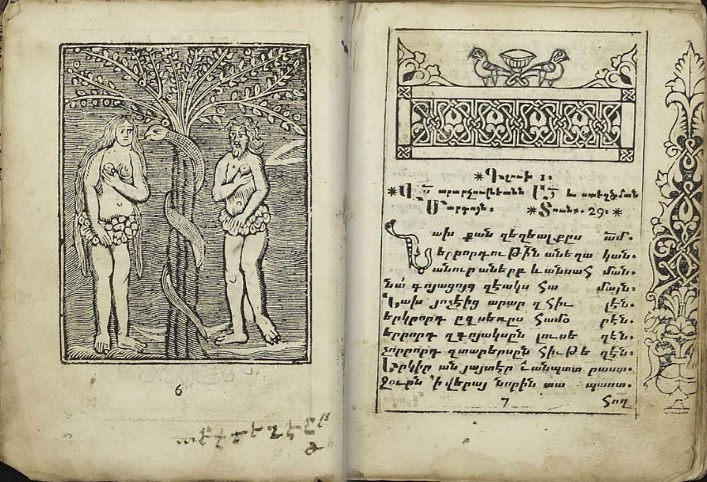
Les premières pages de l'édition de 1799 du Livre d'Adam.

Considérée comme son œuvre majeure, Le Livre d'Adam («Ադամգիրք») (1403, réédité en 1799), contient trois poèmes dont la source est la tradition biblique d'Adam et Ève péchant et leur expulsion du paradis. Arakel de Siounik y dépeint la souffrance humaine du premier couple et ses inquiétudes morales. Le texte est en quelque sorte une version orientale du paradis perdu.
Dans le Livre du Paradis, Arakel de Siounik veut ramener le paradis éternel des plaisirs célestes à l'humanité expulsée du paradis terrestre, et ainsi vouée à la souffrance. En combinant des images opposées, il cherche à susciter l'amour du bien et le remords du péché. Il a utilisé un langage populaire et des astuces grammaticales; Il était un maître des acrostiches. Le côté religieux-idéaliste est souligné dans Փիլիսոփայության. (La Philosophie) Il croyait que la philosophie ne pouvait exister sans l'idée de Dieu. C'était un pas en arrière par rapport aux positions scientifiques et philosophiques laïques de l'école Tat. En épistémologie, Arakel de Siounik a défendu les idées progressistes nominalistes-sensualistes développées par l'école Tat. Selon lui, le monde n'est accessible que par les sens.
Également musicien, Arakel Syunetsi démontre par son Livre d'Adam une œuvre dramatique avec une composition ayant vraisemblablement une forme musicale et présentée sous forme de mystère.